# Dina Appeldoorn
Christina Adriana Arendina (Dina) Koudijs-Appeldoorn, née le 26 décembre 1884 à Rotterdam, Pays-Bas et morte le 4 décembre 1938 à La Haye, est une compositrice et pianiste néerlandaise dont les œuvres, telles que ses deux poèmes symphoniques Noordzee-symfonie et Volkfeest, sont écrites dans le style romantique. Elle a également une prédilection pour la musique à programme, comme en témoigne sa suite en quatre mouvements Woudsproke.
Ses œuvres pour chanteurs et chœurs amateurs sont décrites comme énergiques. Dans celles-ci, Appeldoorn utilise des mélodies tonales simples et des textes principalement syllabiques. En revanche, ses accompagnements montrent un langage harmonique rempli de dissonances qui illustrent le texte, comme dans Frissche bloemen.

## Biographie
Dina Appeldoorn fréquente le Conservatoire royal de La Haye, où elle étudie la composition avec F.E.A. Koeberg et plus tard avec Johan Wagenaar. Ce dernier devient un ami intime qu'elle continue de consulter tout au long de sa vie. Elle sort diplômée du conservatoire en 1910, date à laquelle vingt de ses chansons sont déjà publiées. Ses premières œuvres rencontrent des critiques mitigées de la part des critiques musicaux néerlandais, certains morceaux, comme Frissche bloemen, obtenant de meilleures critiques que d'autres.
Après ses études, Appeldoorn commence sa carrière en tant que pianiste accompagnatrice pour divers chœurs à La Haye. Elle devient plus tard professeur de piano au Conservatoire royal de La Haye. Cependant, elle est davantage attirée par la composition. Beaucoup de ses premières chansons sont interprétées pour la première fois par un quintette qu'elle fonde avec la soprano Lena van Diggelen. Parmi les autres chanteuses qui ont interprété son travail, citons Julie de Stuers, qui donne plusieurs récitals en dehors des Pays-Bas avec des compositeurs néerlandais. Appeldoorn a dédié ses Vondel-liederen à Stuers.
L'Utrecht City Orchestra lance sa première œuvre majeure, le poème symphonique Pêcheurs d'Islande, en 1912. En 1923, une de ses compositions est récompensée par le Nederlandsche Volkszang-bond à Utrecht. Il s'agit de Jubileum-lied, qu'elle écrit pour le 25e anniversaire de la reine Wilhelmine des Pays-Bas. En 1925, l'Utrecht City Orchestra crée une autre de ses œuvres, la Noordzee-symfonie. Tout au long des années 1920, Appeldoorn écrit également des œuvres chorales pour les soirées de chants populaires de la communauté du Nederlandse Vereniging voor den Volkszang, dirigé par Arnold Spoel à La Haye. Certaines de ses œuvres chorales sont également interprétées par Die Haghe Sanghers dans les années 1930, comme le Lied de Het Zwervers. En 1934, elle trouve en Eduard Flipse, alors chef d'orchestre de l'Orchestre philharmonique de Rotterdam, un admirateur. Il promeut son travail dans la communauté musicale et son orchestre interprète son œuvre Blijspel-ouverture. 
Appeldoorn s'implique dans le mouvement espéranto dans les années 1930 et écrit un grand nombre de chansons dans cette langue. Elle est également connue pour avoir écrit des œuvres patriotiques, telles que Hollansche Overture et Loflied aan Nederland .

## Œuvres choisies

### Symphonies
- Symphonie no 1 (Meisymfonie) (1915)
- Symphonie no 2 (1916)
- Noordzee-symfonie (1924)

### Autres pièces orchestrales
- Scherzo (1909)
- Danse (1912)
- Pêcheurs d'Islande (1912)
- Woudsproke (1915)
- Ouverture Hollandsche (1917)
- Adeste, fidelis (1918)
- Carnaval (1919)
- Suite naturelle (1919)
- Blijspel-ouverture (1934)
- Pastorale (1934)
- Sérénade (1936)

### Musique vocale
- Frissche bloemen (6 chansons) (1909)
- 2 Hollandsche Liederen (1911)
- Omhoog (1912)
- Loflied aan Nederland (1922)
- Jubilé-menti (1923)
- De lente luwt (1923)
- 3 lieder (1925)
- 6 kantoj (1931)
- Julianaled (1936)
- Le Lied de Het Zwerver (1936)
- De Kalkoen (1938)

### Musique de chambre et pièces pour soliste
- 2 Hollandse Dansen (1920)
- Divertissement (1921)
- Sérénade (1922)
- Haagssch liedje (1925)
- Sonatine (1925)
- 2 Préludes (1932)
- Quatuor à cordes en si bémol (1932)

### Opérette pour enfants
Duinsprookje (1927)